# いつか誰かと朝帰りッ
『いつか誰かと朝帰りッ』（いつかだれかとあさがえりッ）は、1990年10月18日から12月20日まで、フジテレビ系列で毎週木曜日20時 - 20時54分に放送された連続テレビドラマ。主演は宮沢りえ。
同年の1月期に放送された『いつも誰かに恋してるッ』の続編にあたるが、主人公の苗字が異なるなど、前作の世界観とのつながりはない。本作の映像ソフト化及びオンデマンド配信はなされていない。また再放送では、本作の後日談とNG集を中心に構成された『いつか誰かと朝帰りッ ぶっ飛び!!スペシャル』の放送は行われていない。

## キャスト
山ノ内家
理子
演 - 宮沢りえ
秀香
演 - 西田ひかる
理子の2歳年上の叔母。
優
演 - 蟹江敬三
理子の父。
待子
演 - 浜美枝
理子の母。
源造
演 - 中村嘉葎雄
理子の祖父。スーパーマーケット・やま源店長兼社長。

目黒家
鶴子
演 - 白木万理
管理人で山ノ内家の下階に居住している。
廣毅
演 - 大沢健
目黒家の長男。他校にまで「東京大学現役合格確定」との評判が知られている優等生。
久子
演 - 高橋貴代子
廣毅の妹。理子が家庭教師をしている。太一に好意を持っている。

その他
徳永仁人
演 - 風間トオル
担任教師。実家は京都で漬物屋を営む。鈴木家に下宿している。
早乙女圭介
演 - 加勢大周
秀華がアメリカ留学中に知り合った友人。のちにやま源にアルバイト社員として入社する。
佐藤睦美
演 - 濱田万葉
理子の友人。以前、太一に人相が似た人物からストリーキングを見せられたことから太一を「汚らわしい」と毛嫌いしている。
山村寿々子
演 - 高岡早紀
理子の友人で同級生。太一とは中学時代の同級生。
鈴木太一
演 - 武田真治
廣毅の同級生で友人。実家は寺。久子に対してセクハラ発言もするが久子からは慕われている。
酒田
演 - 嶋田久作
やま源の副店長。源三を実父のように慕っている。

## 主題歌
- 「Game」 歌：RIE MIYAZAWA

作詞・作曲：D.Bowie, J.Lennon, C.Alomar／日本語詞：I.toi／編曲：Bobby Watson

## スタッフ
- 企画 - 小林義和
- 脚本 - 金谷祐子
- 音楽 - 幾見正博
- プロデュース - 高橋萬彦、亀山千広
- 演出 - 小野原和宏、鈴木雅之、永山耕三
- 制作 - フジテレビ、共同テレビ

## 放送日程
| 各話  | 放送日         | サブタイトル                 |
| ----- | -------------- | ---------------------------- |
| VOL.1 | 1990年10月18日 | ブッ飛び娘大恋愛             |
| VOL.2 | 1990年10月25日 | ゲッ ! ! 乙女の危機          |
| VOL.3 | 1990年11月01日 | 恋人が奪われた !             |
| VOL.4 | 1990年11月08日 | 京都の恋・涙のツーショット   |
| VOL.5 | 1990年11月15日 | 愛なんて待てない             |
| VOL.6 | 1990年11月22日 | 先生、わたし今夜は帰れない ! |
| VOL.7 | 1990年11月29日 | ゲ ! ! 先生と結婚 ! ?        |
| VOL.8 | 1990年12月06日 | 好きです！おいて行かないで ! |
| VOL.9 | 1990年12月13日 | いっそこのままキスして下さい |
| LAST  | 1990年12月20日 | やっぱりアナタが大好きです ! |